# Street (South Somerset)
Street – przysiółek w Anglii, w Somerset. Leży 3,2 km od miasta Chard, 20,8 km od miasta Taunton i 211,1 km od Londynu. Street jest wspomniana w Domesday Book (1086) jako Strate/Estrat/Estrart.